# Adolph Schultze
Adolph Schultze, també Adolf Schultze-Rhonhof, (Schwerin, 3 de novembre de 1853 - 1923) fou un compositor alemany.
Estudià en l'Acadèmia Kullak de Berlín entre 1872-75, del que en fou professor de piano fins al 1886. Aquest mateix any succeí a Karl Schröder com a director d'orquestra de la cort i director del Conservatori de Sondershausen, fixant la seva residència a Berlín el 1890.
Va compondre diversos fragments per a piano, un concert per aquell instrument i diverses obres simfòniques.